# Масуку, Темба
Темба Нланганисо Масуку (англ. Themba Nhlanganiso Masuku; род. 7 июля 1950, Королевство Свазиленд) — эсватининский государственный и политический деятель, исполняющий обязанности премьера-министра Эсватини с 13 декабря 2020 по 16 июля 2021 года. Ранее занимал пост заместителя премьер-министра с 2008 по 2013 год.

## Биография
Масуку родился 7 июля 1950 года. Он получил степень магистра наук в Миссурийском университете.

## Карьера
В 1990-х годах он занимал различные посты в правительстве Свазиленда, включая министра сельского хозяйства и кооперативов, министра экономического планирования и развития, а также министра финансов с 1996 по 1998 год. Затем работал с продовольственной и сельскохозяйственной организацией при ООН, директором отделения связи в Женеве, а позже работал в Нью-Йорке. Темба Масуку был назначен заместителем премьер-министра в 2008 году королем Мсвати III и занимал эту должность до 2013 года, когда стал региональным администратором округа Шиселвени.
Темба Масуку вернулся на пост заместителя премьер-министра, когда премьер-министр Амброз Мандвуло Дламини представил свой кабинет в ноябре 2018 года. 13 декабря 2020 года Масуку стал исполняющим обязанности премьер-министра после смерти Дламини. Согласно Конституции Эсватини,, Темба Масуку должен был служить в качестве исполняющего обязанности премьер-министра не более трёх месяцев. В июне и июле 2021 года, на фоне жестокости полиции и армии, Масуку был подвергнут критике в связи с протестами в стране против монархии. 16 июля 2021 года король Мсвати III назначил новым премьер-министром Клеопаса Дламини.